# Heinz Schmitz (Architekt)
Heinz Schmitz (* 1940 in Aachen; † 3. Mai 1992 in Portugal) war ein deutscher Architekt und Stadtplaner. 

## Leben
Nach seinem Studium an der Fachhochschule Aachen gründete er zusammen mit Heinrich Görres das Architekturbüro Görres + Schmitz. 1985 verließ Heinrich Görres krankheitsbedingt die Bürogemeinschaft, die daraufhin als Architekturbüro Schmitz weitergeführt wurde.
Heinz Schmitz gehörte in den 1970er Jahren zu den ersten Architekten, die sich intensiv mit dem Thema Altbausanierung beschäftigten. Seiner hartnäckigen und intensiven Arbeit ist es zu verdanken, dass viele historische Stadtteile in Nordrhein-Westfalen erhalten geblieben sind. Dazu gehört nicht nur das Modellvorhaben „Instandsetzung und Modernisierung von Arbeitersiedlungen im Kreis Unna“, sondern z. B. auch der Erhalt vieler historistischer Villen in der Stadt Aachen. 
Zu seinen Arbeiten zählten: 
- die Modernisierung von Wohnanlagen des 19. Jahrhunderts (u. a. in Aachen, Düren, Bonn, Düsseldorf und Herne)
- die Instandsetzung von Arbeitersiedlungen im Ruhrgebiet (u. a. Siedlung Teutoburgia in Herne-Börnig, Wevelsbacher Weg in Lünen)
- die Erhaltung von Siedlungen der 1920er/1930er Jahre (u. a. Kalverbenden in Aachen, Rheinpark Golzheim in Düsseldorf, Siedlung „Rundling“ in Leipzig) (Die Sanierung der Siedlung „Rundling“ in Leipzig wurde mit dem Deutschen Bauherrenpreis ausgezeichnet.)
- die Erhaltung von Siedlungen der 1950er Jahre (u. a. in Düren-Altenteich, die als Vorbildliches Bauwerk NRW ausgezeichnet wurde).

Neben der Erhaltung von Siedlungen und Wohnhäusern wurden auch Burgen und Schlössern durch sein Büro saniert, so u. a. die Burg Monschau, das Schloss Rheydt und das Schloss Wickrath.
Auch Umnutzungen von Industriebauten wie z. B. das Museum Zinkhütter Hof in Stolberg (Rheinland), das Museum für Industrie, Wirtschaft und Sozialgeschichte in Aachen und das Deutsche Glasmalerei-Museum in Linnich tragen seine Handschrift. Letzteres wurde ebenfalls als Vorbildliches Bauwerk NRW ausgezeichnet.
Durch seine Gutachten wurden maßgebliche Hinweise zur Instandsetzung, Sanierung und Umnutzung sog. städtebaulicher Problemsubstanzen gegeben, so z. B. beim Plenarsaal des Deutschen Bundestags in Bonn, der Metastadt in Wulfen, des Altbaus des Knappschaftskrankenhauses Recklinghausen und der Mannesmann-Wohnsiedlung in Duisburg-Hüttenheim.
Neben diesen praktischen – noch heute sichtbaren – Bauten war Heinz Schmitz maßgeblich an Untersuchungen und Forschungsvorhaben zum Thema Altbaumodernisierung für das Land Nordrhein-Westfalen beteiligt. Nicht nur mit dem Schwerpunkt „Praxisbezogene Anleitung zur Modernisierung von städtebaulichen Problemsubstanzen“ machte er sich auch international einen Namen. Seine Arbeit zum Thema „Verfahren und Geräte zur Erfassung von Bauschäden“, seine Vorschläge zum Erhalt von Bauteilen und seine Arbeiten zum Thema „Hohe Qualität – Niedrige Kosten“ sind heute ebenso aktuell wie seine Forschungsarbeit für das Bundesbauministerium „Bauteilkosten – Modernisierung und Instandsetzung“.  
Sein Werk „Bauteilkosten – Leitfaden für den Gesamtverband gemeinnütziger Wohnungsunternehmen“ gehört heute noch zu den Standardwerken. Nicht nur in Fachbüchern wurden die Arbeiten von Heinz Schmitz veröffentlicht, sondern sie fanden auch ihren Widerhall in der Studien- und Ausbildungspraxis für Architekten.
Neben seiner praktischen Arbeit als Architekt war er bis zu seinem Tod Vorsitzender des Landesverbands Nordrhein-Westfalen im Bund Deutscher Baumeister, Architekten und Ingenieure (BDB) und Vorstandsmitglied der Architektenkammer NRW. Vor seiner Tätigkeit als BDB-Vorsitzender war er für die SPD-Fraktion der Stadt Stolberg (Rheinland) als Ratsherr von November 1969 bis Mai 1975 kommunalpolitisch tätig. 
Für seine Tätigkeit wurde Heinz Schmitz auch mit dem Bundesverdienstkreuz geehrt.
Heinz Schmitz starb auf einer Urlaubsreise plötzlich und unerwartet an einem Herzinfarkt und wurde in Aachen-Verlautenheide begraben. Er hinterließ eine Frau und drei Kinder.

## Heinz-Schmitz-Gedächtnismedaille
Der BDB-Landesverband NRW beschloss anlässlich seines 10. Todestags die Stiftung einer „Heinz-Schmitz-Gedächtnismedaille“. Erster Preisträger war 2002 Karl Ganser, ehemaliger Geschäftsführer der IBA Emscher Park. 2006 wurde der ehemalige Landesbauminister Michael Vesper mit der Auszeichnung gewürdigt. 2017 vergab der BDB.NRW die Gedächtnismedaille an Staatssekretär Gunther Adler. Die Anzahl der Preisträger ist auf zehn lebende Persönlichkeiten beschränkt.

## Schriften
- Bauteilkosten. Leitfaden für den Gesamtverband gemeinnütziger Wohnungsunternehmen. Wirtschaftliche Althausmodernisierung in der Praxis. Essen 1983.
- Schmitz, Krings, Dahlhaus, Meisel: Baukosten. Essen o. J.